# Christophe Magdalijns
Christophe Magdalijns est un haut fonctionnaire et homme politique belge, né le 18 juillet 1971 à Uccle. Il est membre de DéFI (ex-FDF). Il a assumé la fonction de bourgmestre faisant fonction de la commune d'Auderghem du 20 juillet 2014 à fin 2018, en remplacement de Didier Gosuin empêché. Il est élu député régional bruxellois le 26 mai 2019.

## Biographie
Il est détenteur d'une licence en sciences politiques et administratives de l'Université libre de Bruxelles (ULB) et d'un diplôme d'études spécialisées en administration publique. D'abord chercheur en science administrative à l'ULB et fonctionnaire, il intègre ensuite le Corps interfédéral de l'Inspection des finances en 2004 (21e promotion).
Initialement membre du PS, il devient chef de cabinet adjoint de la secrétaire d’État bruxelloise au Logement, la socialiste Françoise Dupuis. En 2008, il quitte définitivement le PS et rejoint les FDF en 2009 après une année passée en République Démocratique du Congo.
Christophe Magdalijns se porte candidat au poste de président fédéral des FDF lors de l'élection du 8 mars 2015 et obtient 15,6 % des voix derrière Olivier Maingain (61,2 %) et Bernard Clerfayt (22,6 %). Il se porte à nouveau candidat à l’élection présidentielle de DéFI qui se tient le 1er décembre 2019. Il obtient 34,5 % derrière François De Smet.
De 2014 à 2018, il est bourgmestre faisant fonction d'Auderghem. Lors des élections communales de 2018, il décide de ne pas être tête de liste et de ne pas devenir échevin pour se concentrer sur les élections régionales de 2019. Il est élu député de la Région bruxelloise.
Pour les élections de 2024, sa liste "Plan B" a conclu un groupement de liste avec la liste MR. Ce groupement de listes est un dispositif technique qui permet à deux listes de s'associer, sans pour autant fusionner. Une fois le vote terminé, les voix recueillies par les deux formations sont rassemblées et distribuées à chacun selon une clé D'Hondt.
La formule permet à Plan B de sauter l'obstacle du seuil de 5% en dessous duquel il est impossible de gagner un élu, ce qui augmente donc sensiblement ses chances.

## Fonctions politiques
- 2013 - 2014 : Président du CPAS d'Auderghem[10],
- 2014 - 2018 : Bourgmestre faisant fonction d'Auderghem,
- Depuis 2019 : député à la Région bruxelloise[8].

## Prises de position
Social-libéral déclaré, Christophe Magdalijns est partisan de ce qu'il appelle l'économie sociale et durable de marché.
Il s'est notamment exprimé pour:
- la constitution d'un gouvernement minoritaire en pleine crise gouvernementale[11];
- la constitution d'une entité politique francophone unique[12];
- l'Europe fédérale[13].

Il est l'auteur d'un essai controversé intitulé "Le projet Soignes" proposant la fusion, à terme, des communes bruxelloises d'Auderghem et de Watermael-Boitsfort.